# Пескара Калчо
Делфино Пескара Калчо е италиански футболен клуб от едноименния град Пескара, регион Абруцо. Клубът е основан през 1936 г. и играе в италианската Серия Б. Отборът на Пескара записва 7 участия в Серия А – през сезоните 1977/78, 1979/80, 1987/88, 1988/89, 1992/93, 2012/13 и 2016/17.

## История

### Начало на футбола в Пескара
През 1930 г. е основан предшественикът на клуба – Спортно дружество Абруцо, воден от професионален треньор. Отборът участва през сезон 1931/32 в шампионата на втората регионална дивизия и го печели, наред с отборите на Л'Акуила и Киети. Тимът, воден от Пиетро Пизели, е преименуван през 1932/33 на Спортна Асоциация Пескара, а след 2 години се разпада поради фонансови проблеми.
През 1936 г. отборът е възстановен и приема името Спортно дружество Пескара. Новият клуб се състезава през сезон 1937/38 в група Д на първа регионална дивизия и се класира в Серия Ц.
През следващите 2 години въпреки добрите игри, завършва на 6-о и на 8-о място.

### Серия Б
В края на сезон 1940/41 Пескара за първи път се класира в Серия Б. Отборът завършва на второ място в своята дивизия, което му дава право да вземе участие във второто по сила ниво на италианския футбол. През дебютния си сезон клубът докосва за малко Серия А, но в последните кръгове е задминат от Виченца.
По време на Втората световна война отборът участва в турнир, наречен Шампионат на Абруцо и го печели.
През сезон 1945/46 Пескара е включен в смесена лига с отбори от Серия А и Серия Б, резделени по географски принцип на две групи. Пескара завършва през първия сезон на 6-о място в група Южна Италия. После, след едно 3-то и едно 8-о място, е поставен в южната дивизия на Серия Б. От началото на сезона 1948/49 отборът изживява спад и изпада два последователни сезона. Това го отвежда до участие в междурегионалната лига Промоционе.

### Серия Ц
През по-голямата част от 1950-те години клубът безуспешно се опитва да атакува промоция за Серия Ц. В края на сезон 1958/59 обаче успява и до началото на 1970-те остава неизменен участник в тази дивизия. През сезон 1962/63 достига 4-то място, а през 1967/68 – 6-о, като това са най-високите постижения през този период.

### Падения и възходи
През сезон 1971/72 една точка не достига на отбора, за да се спаси и Пескара изпада в Серия Д. В следващите два сезона след две последователни първи места, клубът не само, че се връща в Серия Ц, но и се класира в Серия Б. Там са му нужни само 3 сезона, за да достигне до Серия А.
В следващите близо 20 години отборът общо 4 пъти влиза и изпада от Серия А, като през сезон 1981/82 изпада дори в Серия Ц, но още през следващия се връща обратно. Най-доброто постижение, което записва, е 12-о място в Серия А през сезон 1987/88, който е и единственият сезон без изпадане на отбора.
Сезон 1992/93 е последното участие на Пескара в елита на италианския футбол, а отборът завършва на последно място. Впечатление прави разгромната победа с 5:1 над Ювентус в предпоследния кръг, която обаче по никакъв начин не помага за оставането. Отборът изпада в Серия Б, където играе до началото на новия век.

### От 2000 г.
През сезон 2000/01 отборът изпада в Серия Ц1, но още през 2002/03 печели плейоф срещу Мартина и се завръща в Серия Б. През 2004/05 се класира на 20-о място и би трябвало да изпадне в Серия Ц, но след фалита на няколко клуба, заема спасителното 19-о място и се спасява. Не за дълго обаче – клубът окончателно изпада през 2006/07 след 3 президентски и треньорски смени по време на сезона.
В края на 2008 г. клубът обявява банкрут. През февруари 2009 г. обаче е сключена сделка за поглъщане от групата Делфино Пескара 1936 и отборът е спасен. Целта през сезон 2009/10 е завръщане в Серия Б. През сезон 2012/13 тимът отново играе в Серия А.

## Участия в шампионата
- Серия А – 7 пъти (последно 2016/17)
- Серия Б – 31 пъти (последно 2006/07)
- Серия Ц – 27 пъти (последно 2008/09)
- Серия Д – 9 пъти (последно 1972/73)

## Паметни двубои
- Пескара – Лацио 1:0 (5 март 1978)
- Пескара – Интер 2:1 (16 април 1978)
- Пескара – Милан 2:1 (30 декември 1979)
- Интер – Пескара 0:2 (13 септември 1987)
- Пескара – Ювентус 2:0 (7 февруари 1988)
- Рома – Пескара 1:3 (18 февруари 1989)
- Рома – Пескара 0:1 (6 септември 1992)
- Пескара – Ювентус 5:1 (30 май 1993)

## Успехи
- Шампион на Серия Б – 1986/87
- Шампион на Серия Ц – 1940/41, 1973/74
- Шампион на Серия Д – 1972/73

## Български футболисти
- Ивайло Чочев: 2019/20 - (0 мача - 0 гола)
- Валери Божинов: 2020 - (4 мача - 0 гола)